# Riko Ueki
Riko Ueki  (植木 理子?, Ueki Riko), (Prefettura di Kanagawa, 30 luglio 1999) è una calciatrice giapponese, attaccante del West Ham e della nazionale giapponese.

## Carriera

### Nazionale
Nel 2016 Riko Ueki viene convocata dalla federazione calcistica del Giappone (JFA) per vestire la maglia della formazione Under-17 che partecipa al Mondiale di Giordania 2016, mettendosi in luce siglando nel corso del torneo 4 reti su 5 incontri.
Due anni più tardi Ueki è inserita nella rosa delle giocatrici che affrontano con la formazione Under-20 il Mondiale di Francia 2018. Scesa in campo in tutti i sei incontri giocati dalla sua nazionale, grazie anche alle sue 5 reti il Giappone giunge in finale dove sconfigge per 3-1 le avversarie della Spagna e aggiudicandosi il trofeo per la prima volta nella sua storia sportiva.
Del 2019 è il suo esordio nella nazionale maggiore, convocata dal Commissario tecnico Asako Takakura in occasione dell'amichevole premondiale del 4 aprile persa 3-1 con la Francia, rilevando all'87' Yui Hasegawa.
Pur essendo stata inserita da Takakura nella lista delle 23 calciatrici convocate per il Mondiale di Francia 2019, prima della partenza è costretta a saltare il suo primo Mondiale "serior" causa un infortunio, venendo sostituita da Saori Takarada

## Palmarès

### Club
- Campionato giapponese: 3

Nippon TV Beleza: 2016, 2017, 2018
- Coppa dell'Imperatrice: 1

Nippon TV Beleza: 2017
- Nadeshiko League Cup: 2

Nippon TV Beleza: 2016, 2018

### Nazionale
- Campionato mondiale under 20: 1

2018
- SheBelieves Cup: 1

2025